# Puntarenazo

Praça Muñoz Gamero, ou Plaza de Armas de Punta Arenas, lugar onde se levou a cabo o protesto

Puntarenazo é o nome que a imprensa Chilena batizou um protesto realizado na cidade chilena de Punta Arenas, no dia 26 de Fevereiro de 1984, contra o ditador Augusto Pinochet, então presidente do país e Comandante em Chefe do exército chileno. Esta manifestação foi a primeira em demonstrar públicamente a rejeição ao regime militar, que iniciou-se com um golpe de estado.

## Antecedentes
No início da década de 1980, os opositores a Pinochet na Região de Magalhães começaram a se organizar nos chamados "cabildos abertos" que tinham como finalidade discutir os problemas dos habitantes da região.
No dia 4 de Fevereiro de 1984 foi anunciada a visita do presidente-ditador, Augusto Pinochet, programada entre os dias 24 e 29 desse mês. No dia 18 de Fevereiro foi convocado um "cabildo aberto", onde decidiu-se realizar um protesto pela visita de Pinochet a Punta Arenas, motivado pelo alto nível de desemprego na região -aproximadamente 23% nessa época- e os baixos salários. Em 25 de Fevereiro, um dia antes do protesto, foi realizado um terceiro cabildo aberto na paróquia Nuestra Señora de Fátima, em Punta Arenas.

## O protesto

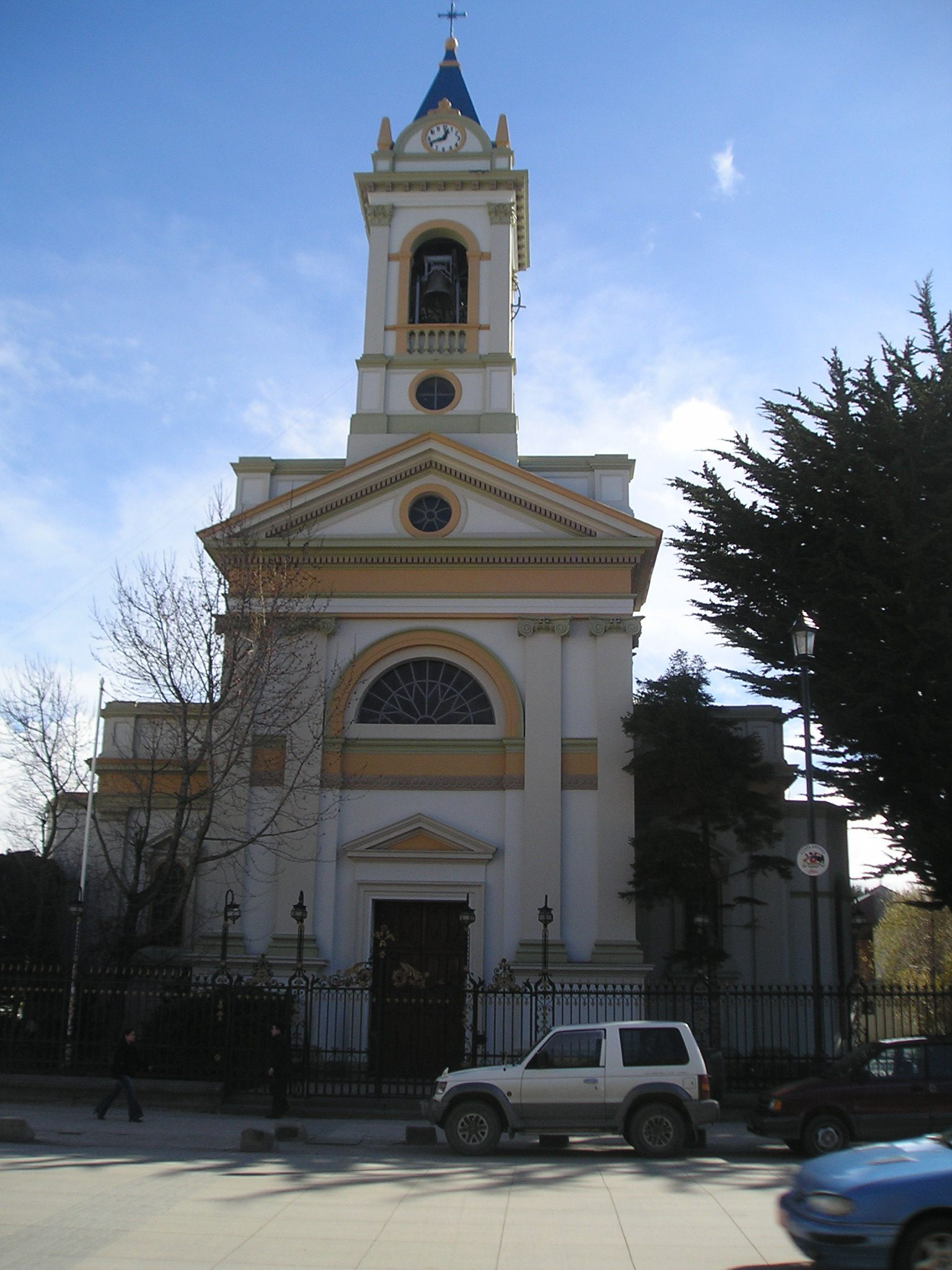
Catedral de Punta Arenas, lugar de refúgio dos manifestantes frente à repressão da polícia

Após a chegada de Pinochet em Magalhães, no dia 24 de Fevereiro, foram realizadas algumas manifestações menores. No mesmo dia, foi realizada uma misa na memória de Tucapel Jiménez na Catedral de Punta Arenas, e logo os assistentes fizeram uma marcha pelo centro da cidade. Um pedreiro que participaba da marcha foi atropelado, aumentando a tensão na cidade.
O dia 26 de Fevereiro, data em que programou-se uma homenagem a Augusto Pinochet na praça de Punta Arenas, foi escolhido para realizar o protesto principal. Às 10:30 da manhã os manifestantes começaram se reunir na frente da Catedral, enquanto os partidários do ditador se reuniam na frente do edifício corporativo da empresa chilena de petróleo (ENAP), a poucos metros da Catedral. Ao meio-dia Pinochet chegou à praça, encontrando-se com uma massa de manifestantes aos gritos de "E vai cair, vai cair!" (em referência ao regime militar) e "Assassino, assassino!". Além disso, um manifestante jogou um coelho morto para Pinochet, sujando a roupa dele.
Carabineiros do Chile começaram a reprimir os protestos, e os manifestantes decidiram se refugiar na Catedral. Nesse momento se realizava a missa dos domingos, causando confusão entre os assistentes da missa. Pinochet, visívelmente furioso pela situação, decidiu voltar ao Hotel Cabo de Hornos da cidade. A Igreja Catedral ficou rodeada de soldados civis até às 17 horas, horário em que os manifestantes puderam sair do templo católico de ônibus. O número de manifestantes estima-se em 600 pessoas, e 16 pessoas foram presas.